# Krzysztof Zaleski

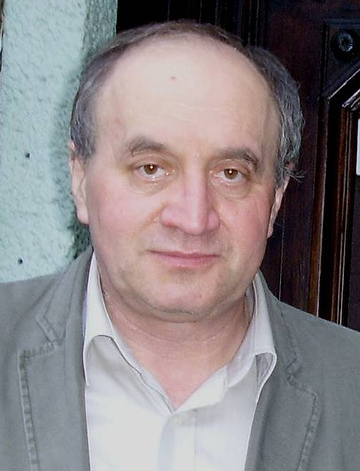
Krzysztof Zaleski

 Krzysztof Zaleski  (sinh ngày 3 tháng 9 năm 1948 - mất ngày 20 tháng 10 năm 2008) là một đạo diễn sân khấu và diễn viên điện ảnh người Ba Lan.
Krzysztof Zaleski sinh ngày 3 tháng 9 năm 1948 tại Świętochłowice, Ba Lan. Ông tốt nghiệp Đại học Warsaw chuyên ngành Ba Lan học vào năm 1971. Sau đó ông hoàn thành thêm khóa học tại Trường Sân khấu Nhà nước ở Warsaw vào năm 1986.
Trong sự nghiệp của mình, Krzysztof Zaleski được nhận rất nhiều giải thưởng cho các cống hiến của ông cho cộng đồng sân khấu ở Warsaw. Năm 2007, Krzysztof Zaleski được trao giải thưởng Feliks cho tác phẩm chuyển thể từ loạt truyện ngắn của Marek Nowakowski.
Krzysztof Zaleski từng giữ vị trí giám đốc tại Đài Kịch Ba Lan. Thêm vào đó, ông còn từng là giám đốc của Đài phát thanh Ba Lan số 2 trong 18 tháng cuối đời mình.
Sau một khoảng thời gian dài chống chọi với bệnh tật, Krzysztof Zaleski qua đời vào ngày 20 tháng 10 năm 2008 tại Warsaw, hưởng dương 59 tuổi. Vợ ông là nữ diễn viên người Ba Lan Maria Pakulnis và con trai của họ tiếp tục sống sau đó với niềm tiếc thương vô hạn.

## Phim
- 1976: Niedzielne dzieci
- 1977: Indeks. Życie i twórczość Józefa M.
- 1978: Zaległy urlop
- 1978: Próba ognia i wody
- 1978: Bez znieczulenia
- 1979: Szansa
- 1980: Gorączka
- 1981: Kobieta samotna
- 1981: Przypadek
- 1981: Dziecinne pytania
- 1981: Człowiek z żelaza
- 1982: Głosy
- 1985: Idol
- 1985: Jezioro Bodeńskie
- 1985: Kochankowie mojej mamy
- 1985: Zabawa w chowanego
- 1986: Zmiennicy
- 1987: O rany, nic się nie stało!!!
- 1987: Zabij mnie glino
- 1987: The Mother of Kings
- 1988: Męskie sprawy
- 1988: Obywatel Piszczyk
- 1989: Konsul
- 1991: Life for Life: Maximilian Kolbe [pl]
- 1992: Czarne słońca
- 1992: Warszawa. Rok 5703
- 1992: Tragarz puchu
- 1993: Tylko strach
- 1993: Samowolka
- 1994: Miasto prywatne
- 1995: Gracze
- 1996: Ekstradycja 2
- 1997: Sztos
- 1999: O dwóch takich, co nic nie ukradli
- 2000: Bajland
- 2004: Cudownie ocalony
- 2005: Dziki 2: Pojedynek
- 2006: Letnia miłość
- 2008: Drugi sztos